# Biogéochimie
La biogéochimie est l'étude du processus cyclique de transfert des éléments chimiques de l'environnement à partir des milieux abiotiques vers les organismes qui à leur tour retransmettent ses constituants à l'environnement. (Traduction française de l'article d'Odum, 1971)
Cette notion a été « inventée » par le savant ukrainien Vladimir Vernadski.
Différentes analyses moléculaires permettent de qualifier le caractère biogéochimique de la matière organique comme l'analyse des sucres, des lipides, des phénols de la lignine. La quantification de ces molécules permet d'apprécier l'activité biologique dans différents milieux géologiques (tourbes, sédiments, sols forestiers, eaux de nappe, de lacs...).

## Exemples en archéologie
La concentration dans le sol en espèces chimiques issues de l'urine a ainsi été utilisée pour la première fois en 2019 pour étudier le site préhistorique d'Aşıklı Höyük, et plus particulièrement le nombre d'individus et de têtes de bétail présentes.